# نحن نملك الليل (فلم)
نملك الليل هو فيلم دراما وجريمة أمريكي، أنتج عام 2007، كتبه وأخرجه جيمس جراي ومن بطولة خواكين فينيكس ومارك والبيرغ وإيفا ميندز وروبرت دوفال.

## ملخص الفيلم
يتمحور الفيلم حول العصابات الروسية التي تتاجر بالمخدرات في أمريكا وبالتحديد في ولاية نيويورك المعروفة بالعصابات التي كانت تظهر كعائلة يديرها الزعيم ويوزع نشاطاته عليهم كأفراد موزعين من ناحية المخدرات والحراس وغيرها من امور العاصابات، وبهذا الفيلم يعطينا لمحة أو جزء بسيط عن تلك العصابات وكيفية انهيارها بسبب معقد قليلا ً.
تدور الأحداث حول بوبي جرين (خواكين فينيكس) الذي يدير إحدى الملاهي الليلية التي يملكها أحد رجال المافيه الروسية، ووالد بوبي (روبرت دوفال) يعمل عقيد بالشرطة وأخوه جوي (مارك والبيرغ) ضابط بالشرطة أيضا ويعتقدون أن بوبي تاجر مخدرات أو يتستر على علميات بيع وشراء وتوزيع أيضا، بعدها تحدث مداهمه على المقهي الليلي الذي يملكه بوبي من قبل أبوه واخوه ويسألون عن تاجر معروف وهو ابن أخ صاحب الملهي الذي يديره بوبي فينكر هذا الأمر مما يندم عليه بعدما يتعرض له أخوه جوي من إطلاق للنار على وجهه وينجو من الموت بأعجوبه، فيقرر بوبي بعد ذلك ان يعمل مع الشرطة ليدلهم على هذا التاجر بعد ما عقد معه عمليه توزيع ليكسب شهرة لبضاعته، فينكشف أمره بسبب توتره الزائد وتحدث المداهمة التي طلبها لخوفه من قتله منهم فيهرب الروسي صاحب المخدرات، وبعدها يقتل والد بوبي وهو يقوم بحمايته فيقرر الانتقام منهم والانضمام للشرطه بعد ما أخذ الاستثناء في ذلك.

## وصلات خارجية
- الموقع الرسمي
- مقالات تستعمل روابط فنية بلا صلة مع ويكي بيانات